# 布里姆卡 (伊奇尼亞區)
50°54′48″N 32°21′22″E / 50.91333°N 32.35611°E
布里姆卡（烏克蘭語：Бурімка），是烏克蘭北部的村莊，隸屬切爾尼希夫州的普里盧基區。該村始建於1600年，面積2.95平方公里，海拔高度140米，2001年人口837，人口密度每平方公里283.73人。